# Джовани Бембо
Вижте пояснителната страница за други личности с името Джовани.
Джовани Бембо (на италиански: Giovanni Bembo) е 92–ри венециански дож от 1615 до смъртта си през 1618 г.

## Биография
Джовани Бембо е син на Агостино Бембо и Киара Дел Басо. Смело момче, той е нает в екипажа на галера още на 12 години, а 28–годишен участва в битката при Лепанто, отличава се с храбростта си и получава няколко ранявания. Назначен е за прокуратор и съветник.

## Управление
Избран е за дож на 2 декември 1615 г. По време на неговото управление Венеция води война с Австрия, която поддържа пиратите ускоци, нанасящи сериозни щети на венецианската външна търговия. Отговорът на венецианския флот е толкова свиреп, че ускоците сe изтеглят от крайбрежните части към вътрешността под покровителството на австрийците.
Бембо умира на 16 март 1618 г.